# Christiaan Hendrik Jacob Pielat van Bulderen

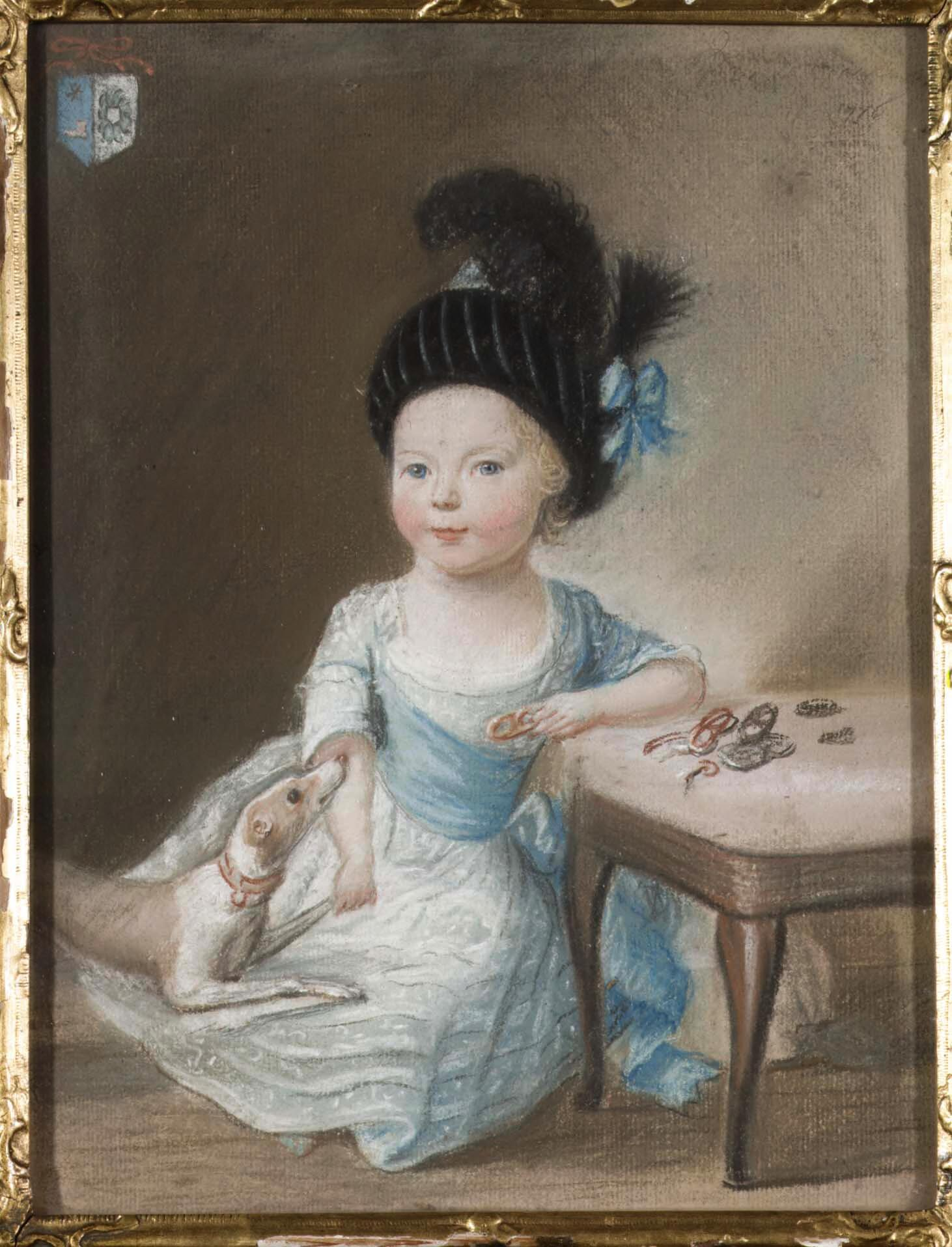
Christian Hendrik Jacob als kind afgebeeld door Pieter Frederik de la Croix

Christiaan Hendrik Jacob Pielat van Bulderen (Schiedam, 19 januari 1775 – Den Haag, 26 december 1807) was een auditeur-militair te Groningen en chef Divisie van Justitie en Politie van het Koninkrijk Holland.

## Leven en werk
Mr. Pielat van Bulderen was een zoon van de Schiedamse burgemeester, zakenman, reder en patriot mr. Bernard Johan Pielat van Bulderen en Anna Sara Vromans en een kleinzoon van de Schiedamse burgemeester Diederik Christiaan Pielat. Op driejarige leeftijd legde hij de eerste steen voor de sluis in de haven van Schiedam. Zijn vader was toen secretaris van deze stad. Hij studeerde rechten aan de universiteiten van Leiden en van Groningen, waar hij in 1794 promoveerde. Pielat van Bulderen huwde op 28 juni 1795 te Kampen (ondertrouw 13 juni 1795 in Groningen) met Aleyda Cornelia Forsten. Hij was auditeur-militair te Groningen en chef Divisie van Justitie en Politie van het Koninkrijk Holland. In de stad Groningen vervulde hij daarnaast onder meer functies als commissaris van de spijsuitdeling en directeur van het toneellievend genootschap. Pielat van Bulderen overleed in december 1807 op 32-jarige leeftijd in Den Haag ten gevolge van een zinkingsziekte (=ontstekingsziekte). Hij werd begraven in het familiegraf in Schiedam.

### Vrijmetselarij
Als vrijmetselaar was Pielat van Bulderen lid van de Groningse loge L'Union Provinciale. Van 1802 tot zijn ontydigen dood in 1807 was hij voorzittend meester van deze vereniging. Op 3 februari 1808 werd zijn dood plechtig in de loge herdacht met onder andere een lijkrede en treurmuziek.